# Bouleurs
Bouleurs est une commune française située dans le département de Seine-et-Marne, en région Île-de-France.
Au dernier recensement de 2022, la commune comptait 1 731 habitants.

## Géographie

### Localisation

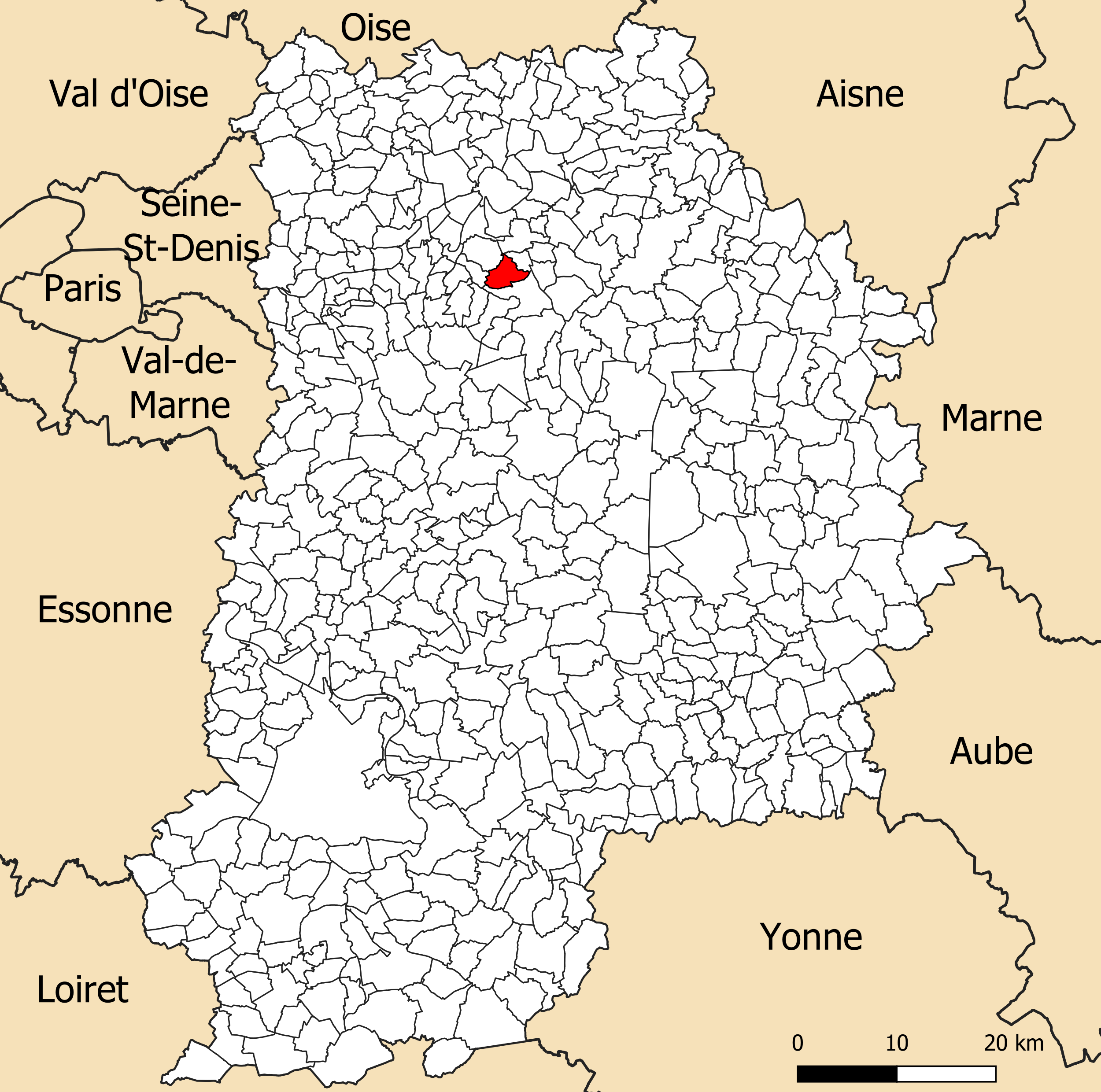
Localisation de la commune de Bouleurs dans le département de Seine-et-Marne.

Bouleurs est à environ 10 km au sud de Meaux.

### Communes limitrophes
| Quincy-Voisins         | Boutigny          | Coulommes |
| Couilly-Pont-aux-Dames | Bouleurs          |           |
|                        | Crécy-la-Chapelle |           |

### Géologie et relief
L'altitude de la commune varie de 65 mètres à 156 mètres pour le point le plus haut, le centre du bourg se situant à environ 97 mètres d'altitude (mairie). Elle est classée en zone de sismicité 1, correspondant à une sismicité très faible.

### Hydrographie

#### Réseau hydrographique

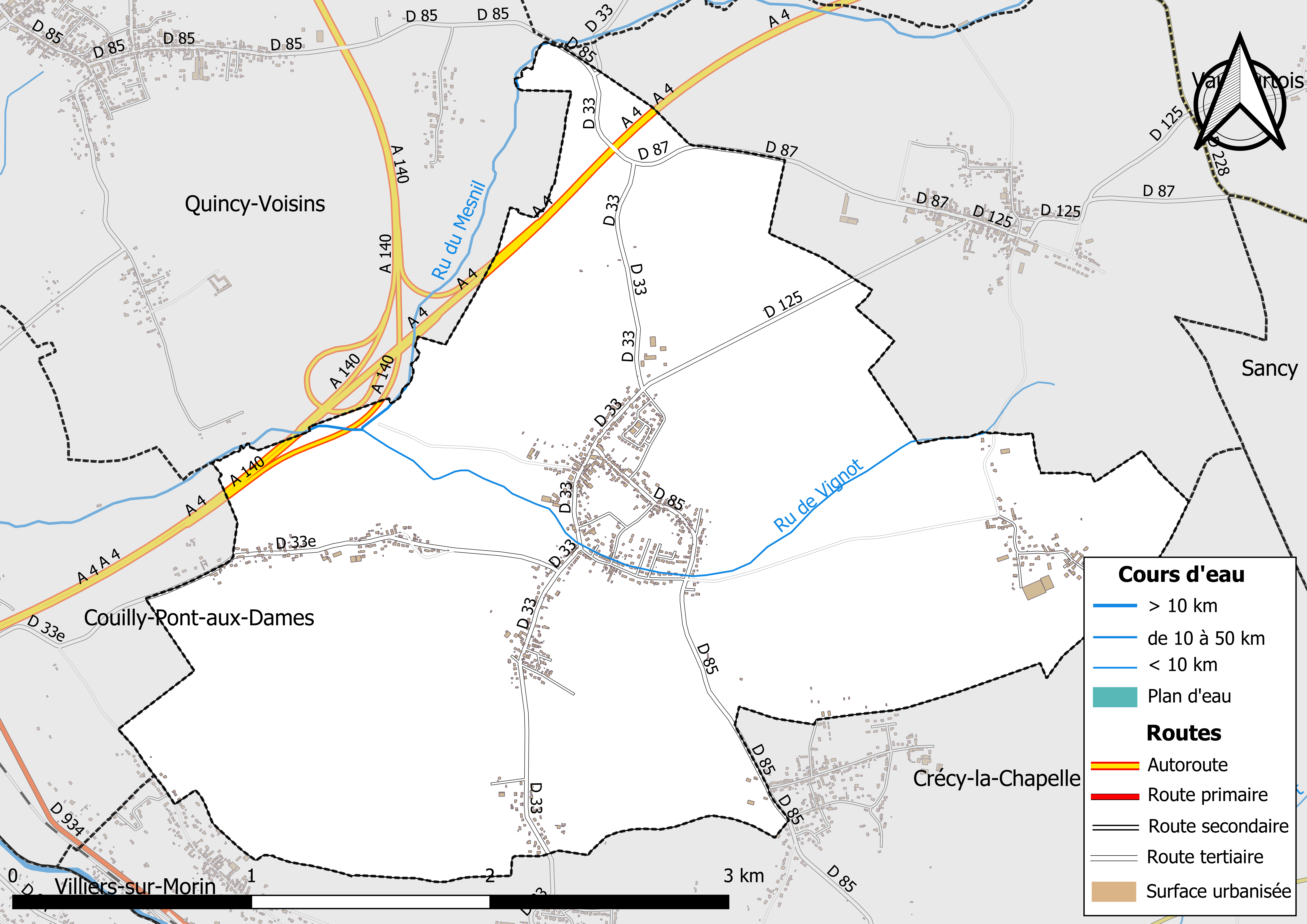
Carte des réseaux hydrographique et routier de Bouleurs.

Le réseau hydrographique de la commune se compose de deux cours d'eau référencés :
- le ru du Mesnil, 9,40 km[3], affluent du Grand Morin ;
  - le ru de Vignot, 3,42 km[4], qui conflue avec le ru du Mesnil.

La longueur totale des cours d'eau sur la commune est de 3,58 km.

#### Gestion des cours d'eau
Afin d’atteindre le bon état des eaux imposé par la Directive-cadre sur l'eau du 23 octobre 2000, plusieurs outils de gestion intégrée s’articulent à différentes échelles : le SDAGE, à l’échelle du bassin hydrographique, et le SAGE, à l’échelle locale. Ce dernier fixe les objectifs généraux d’utilisation, de mise en valeur et de protection quantitative et qualitative des ressources en eau superficielle et souterraine. Le département de Seine-et-Marne est couvert par six SAGE, au sein du bassin Seine-Normandie.
La commune fait partie du SAGE « Petit et Grand Morin », approuvé le 21 octobre 2016. Le territoire de ce SAGE comprend les bassins du Petit Morin (630 km2) et du Grand Morin (1 185 km2). Le pilotage et l’animation du SAGE sont assurés par le Syndicat Mixte d'Aménagement et de Gestion des Eaux (SMAGE) des 2 Morin, qualifié de « structure porteuse ».

### Climat
Pour des articles plus généraux, voir Climat de l'Île-de-France et Climat de Seine-et-Marne.
En 2010, le climat de la commune est de type climat océanique dégradé des plaines du Centre et du Nord, selon une étude du CNRS s'appuyant sur une série de données couvrant la période 1971-2000. En 2020, Météo-France publie une typologie des climats de la France métropolitaine dans laquelle la commune est exposée à un climat océanique altéré et est dans la région climatique Nord-est du bassin Parisien, caractérisée par un ensoleillement médiocre, une pluviométrie moyenne régulièrement répartie au cours de l’année et un hiver froid (3 °C).
Pour la période 1971-2000, la température annuelle moyenne est de 10,6 °C, avec une amplitude thermique annuelle de 15,4 °C. Le cumul annuel moyen de précipitations est de 723 mm, avec 11,3 jours de précipitations en janvier et 8 jours en juillet. Pour la période 1991-2020, la température moyenne annuelle observée sur la station météorologique la plus proche, située sur la commune de Changis-sur-Marne à 12 km à vol d'oiseau, est de 11,9 °C et le cumul annuel moyen de précipitations est de 710,1 mm,. Pour l'avenir, les paramètres climatiques de la commune estimés pour 2050 selon différents scénarios d'émission de gaz à effet de serre sont consultables sur un site dédié publié par Météo-France en novembre 2022.

### Milieux naturels et biodiversité
Aucun espace naturel présentant un intérêt patrimonial n'est recensé sur la commune dans l'inventaire national du patrimoine naturel,,.

## Urbanisme

### Typologie
Au 1er janvier 2024, Bouleurs est catégorisée ceinture urbaine, selon la nouvelle grille communale de densité à sept niveaux définie par l'Insee en 2022.
Elle est située hors unité urbaine. Par ailleurs la commune fait partie de l'aire d'attraction de Paris, dont elle est une commune de la couronne,. Cette aire regroupe 1 929 communes,.

### Lieux-dits et écarts
La commune compte 87 lieux-dits administratifs répertoriés consultables ici.

### Occupation des sols
L'occupation des sols de la commune, telle qu'elle ressort de la base de données européenne d’occupation biophysique des sols Corine Land Cover (CLC), est marquée par l'importance des territoires agricoles (81 % en 2018), en diminution par rapport à 1990 (82 %). La répartition détaillée en 2018 est la suivante : 
terres arables (61,8% ), zones agricoles hétérogènes (14,1% ), forêts (10,8% ), zones urbanisées (8,3% ), prairies (5,1 %).
Parallèlement, L'Institut Paris Région, agence d'urbanisme de la région Île-de-France, a mis en place un inventaire numérique de l'occupation du sol de l'Île-de-France, dénommé le MOS (Mode d'occupation du sol), actualisé régulièrement depuis sa première édition en 1982. Réalisé à partir de photos aériennes, le Mos distingue les espaces naturels, agricoles et forestiers mais aussi les espaces urbains (habitat, infrastructures, équipements, activités économiques, etc.) selon une classification pouvant aller jusqu'à 81 postes, différente de celle de Corine Land Cover,,. L'Institut met également à disposition des outils permettant de visualiser par photo aérienne l'évolution de l'occupation des sols de la commune entre 1949 et 2018.

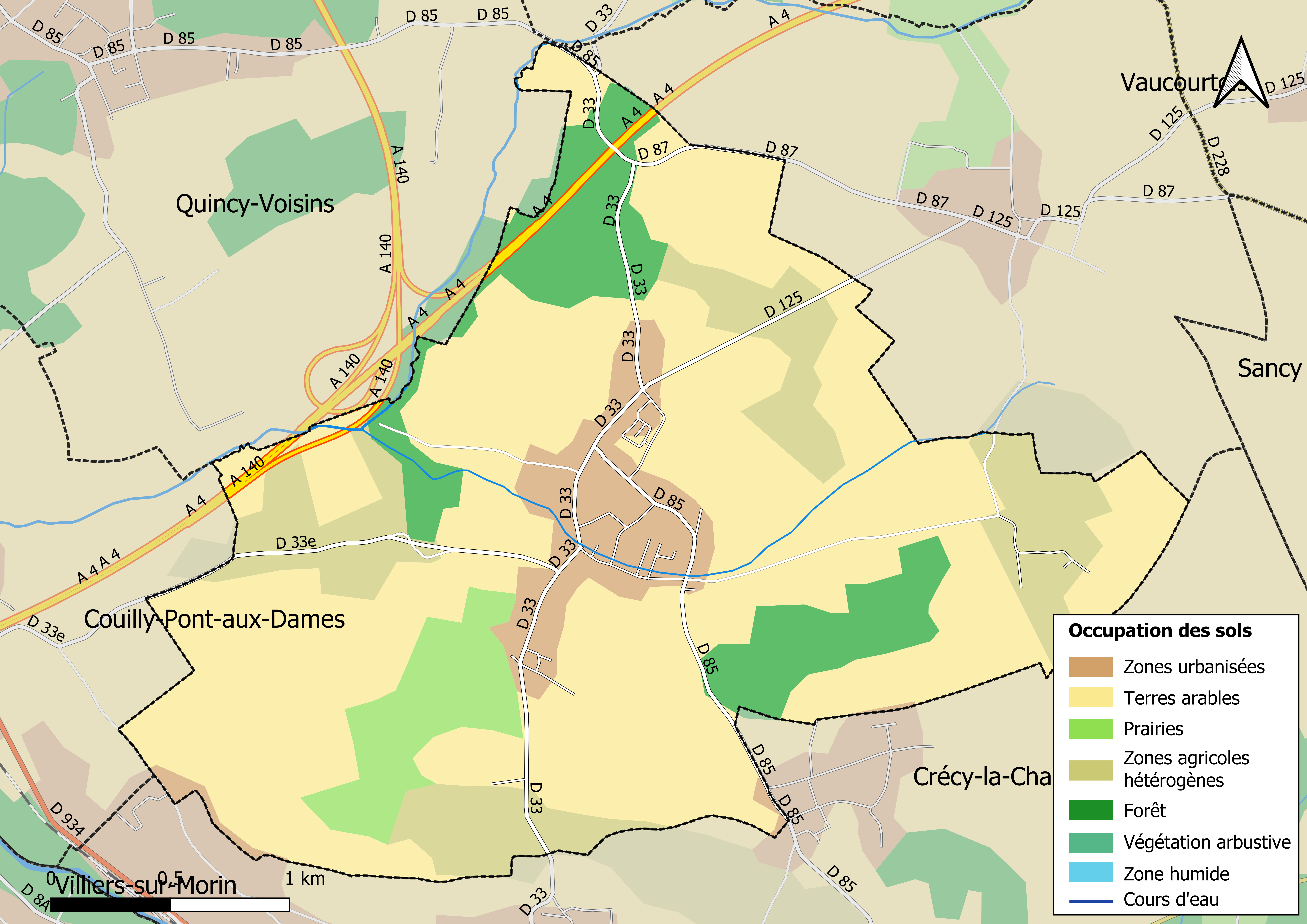
Carte des infrastructures et de l'occupation des sols en 2018 (CLC) de la commune.
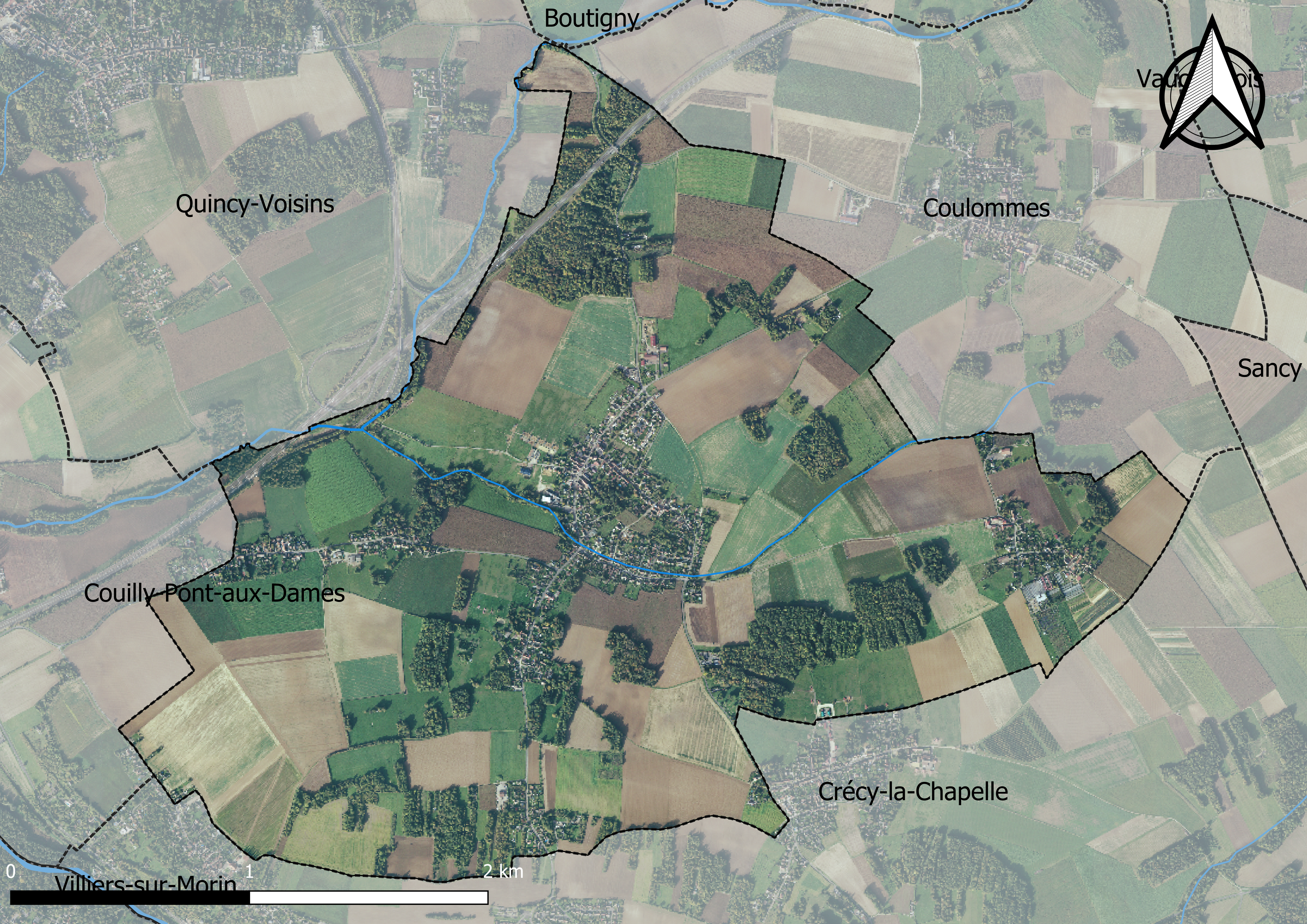
Carte orhophotogrammétrique de la commune.

### Planification
La commune disposait en 2019 d'un plan local d'urbanisme approuvé. Le zonage réglementaire et le règlement associé peuvent être consultés sur le géoportail de l'urbanisme.

### Logements
En 2009, le nombre total de logements dans la commune était de 563, alors qu'il était de 476 en 1999.
Parmi ces logements, 92,0 % étaient des résidences principales, 3,2 % des résidences secondaires et 4,7 % des logements vacants. Ces logements étaient pour 86,5 % d'entre eux des maisons individuelles et pour 9,5 % des appartements.
La proportion des résidences principales, propriétés de leurs occupants était de 82,6 %, en légère hausse par rapport à 1999 (78,6 %). La commune se distingue par l'absence de logements sociaux (logements HLM loués vides)(. C'est pour faire face à cette situation que le conseil municipal a décidé en 2013 de faire construire 37 logements HLM.

### Voies de communication et transports

#### Voies de communication
Le sentier de grande randonnée GR1 traverse le territoire de la commune et se prolonge au nord à la limite de Boutigny et Quincy-Voisins et au sud vers Crécy-la-Chapelle.

## Toponymie
Le nom de la localité est mentionné sous les formes Bolorria à la fin du VIIe siècle ; Boloirre XIIe siècle, ; Bolorrium en 1133, ; Bolerium vers 1145, ; Bolorria vers 1170, ; Boleire vers 1180, ; Bulluere en 1182,, ; Buleria en 1202, ; 
Bollerria en 1210, ; Boulouria en 1219, ; Bollorria en 1228, ; Boloria in Bria en 1228, ; Bolleria in Bria en 1230, ; Bouloure en 1231, ; Bolloire en 1235, ; Boulerre en 1274, ; Boloirria au XIIIe siècle, ; Boulairre en 1302, ; Boulourre en 1306, ; Boulleurria in Bria en 1353, ; Boulleure en 1363, ; Boullerre en 1376, ; Bolloire en 1393, ; Boullorre en 1409, ; Bolorre en 1410, ; Boullere en 1469, ; Bouleure en 1779.

## Histoire
Bouleurs apparaît pour la première fois dans les textes au VIIe siècle sous l’appellation de Bolorria. Mais son origine est plus ancienne puisqu’une voie romaine allant de Lyon à Boulogne-sur-Mer le traverse dès l’Antiquité et atteste la présence humaine à cette époque.
Plusieurs notaires et tabellions seigneuriaux y résident. La seigneurie de Bouleurs appartient pendant longtemps aux seigneurs de Quincy et Rohan de Montbazon, seigneurs de Coupvray. Et enfin vers 1775, passa au comte d’Eu dont le duc de Penthièvre était héritier à la révolution. La population augmente fortement à partir de la seconde moitié du XVIIIe siècle mais diminue dans le courant du XIXe siècle à la suite d’une épidémie, qui entraîne la disparition de grandes familles et à la suite de l’amélioration des procédés de culture qui nécessitent moins de main-d’œuvre et provoque un exode rural. Bouleurs était réputé pour son Brie. En 1794, Bouleurs avait sa société populaire. Une députation se serait d’ailleurs rendue à la convention le 1er avril 1794 pour protester contre Hébert et son "Père Duchesne":. En 1850, la commune compte 487 habitants. La population a fortement augmenté à partir des années 1970 et de l’ouverture de l’autoroute A4 ; elle compte actuellement 1 400 habitants.

## Politique et administration

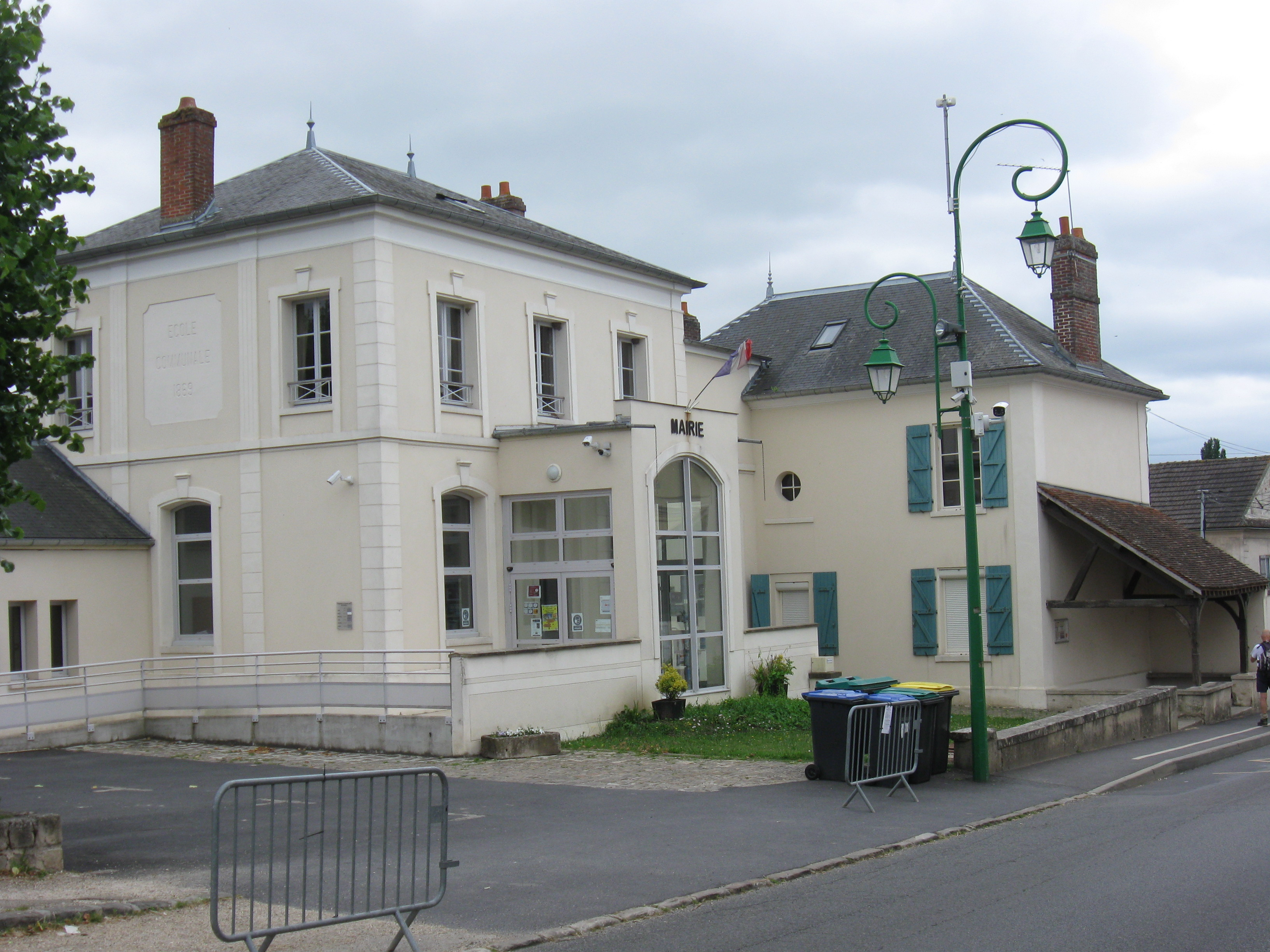
La mairie.

### Liste des maires
| Période                                  | Période  | Identité         | Étiquette | Qualité                                       |
| ---------------------------------------- | -------- | ---------------- | --------- | --------------------------------------------- |
| Les données manquantes sont à compléter. |          |                  |           |                                               |
| mars 2001                                | En cours | Monique Bourdier | LREM      | Présidente de la CC du Pays Créçois (2019 → ) |

## Démographie
L'évolution du nombre d'habitants est connue à travers les recensements de la population effectués dans la commune depuis 1793. Pour les communes de moins de 10 000 habitants, une enquête de recensement portant sur toute la population est réalisée tous les cinq ans, les populations de référence des années intermédiaires étant quant à elles estimées par interpolation ou extrapolation. Pour la commune, le premier recensement exhaustif entrant dans le cadre du nouveau dispositif a été réalisé en 2005.

En 2022, la commune comptait 1 731 habitants, en évolution de +15,71 % par rapport à 2016 (Seine-et-Marne : +3,92 %, France hors Mayotte : +2,11 %).
| 1793 | 1800 | 1806 | 1821 | 1831 | 1836 | 1841 | 1846 | 1851 |
| ---- | ---- | ---- | ---- | ---- | ---- | ---- | ---- | ---- |
| 633  | 641  | 663  | 628  | 581  | 566  | 549  | 497  | 503  |

| 1856 | 1861 | 1866 | 1872 | 1876 | 1881 | 1886 | 1891 | 1896 |
| ---- | ---- | ---- | ---- | ---- | ---- | ---- | ---- | ---- |
| 473  | 448  | 441  | 396  | 387  | 386  | 393  | 389  | 379  |

| 1901 | 1906 | 1911 | 1921 | 1926 | 1931 | 1936 | 1946 | 1954 |
| ---- | ---- | ---- | ---- | ---- | ---- | ---- | ---- | ---- |
| 353  | 331  | 308  | 312  | 321  | 334  | 298  | 300  | 291  |

| 1962 | 1968 | 1975 | 1982 | 1990  | 1999  | 2005  | 2006  | 2010  |
| ---- | ---- | ---- | ---- | ----- | ----- | ----- | ----- | ----- |
| 332  | 382  | 552  | 821  | 1 049 | 1 228 | 1 375 | 1 411 | 1 441 |

| 2015  | 2020  | 2022  | - | - | - | - | - | - |
| ----- | ----- | ----- | - | - | - | - | - | - |
| 1 498 | 1 698 | 1 731 | - | - | - | - | - | - |

## Économie

### Revenus de la population et fiscalité
En 2018, le nombre de ménages fiscaux de la commune était de 603, représentant 1 630 personnes et la  médiane du revenu disponible par unité de consommation  de 25 430 euros.

### Emploi
En 2018 , le nombre total d’emplois dans la zone était de 128, occupant 833 actifs  résidants.
Le taux d'activité de la population (actifs ayant un emploi) âgée de 15 à 64 ans s'élevait à 77,1 % contre un taux de chômage de 6 %.
Les 17 % d’inactifs se répartissent de la façon suivante : 9,3 % d’étudiants et stagiaires non rémunérés, 3,6 % de retraités ou préretraités et 4,1 % pour les autres inactifs.

### Secteurs d'activité

#### Entreprises et commerces
En 2019, le nombre d’unités légales et d’établissements (activités marchandes hors agriculture) par secteur d'activité était de 112 dont 11 dans l’industrie manufacturière, industries extractives et autres, 19 dans la construction, 27 dans le commerce de gros et de détail, transports, hébergement et restauration, 7 dans l’Information et communication, 2 dans les activités financières et d'assurance, 4 dans les activités immobilières, 18 dans les activités spécialisées, scientifiques et techniques et activités de services administratifs et de soutien, 12 dans l’administration publique, enseignement, santé humaine et action sociale et 12  étaient relatifs aux autres activités de services.
En 2020, 25 entreprises ont été créées sur le territoire de la commune, dont 20 individuelles.
Au 1er janvier 2021, la commune ne disposait pas d’hôtel et de terrain de camping.

#### Agriculture
Bouleurs est dans la petite région agricole dénommée la « Brie laitière » (anciennement Brie des étangs), une partie de la Brie à l'est de Coulommiers. En 2010, l'orientation technico-économique de l'agriculture sur la commune est la culture de céréales et d'oléoprotéagineux (COP).
Si la productivité agricole de la Seine-et-Marne se situe dans le peloton de tête des départements français, le département enregistre un double phénomène de disparition des terres cultivables (près de 2 000 ha par an dans les années 1980, moins dans les années 2000) et de réduction d'environ 30 % du nombre d'agriculteurs dans les années 2010. Cette tendance se retrouve au niveau de la commune où le nombre d’exploitations est passé de 14 en 1988 à 9 en 2010. Parallèlement, la taille de ces exploitations augmente, passant de 36 ha en 1988 à 90 ha en 2010.
Le tableau ci-dessous présente les principales caractéristiques des exploitations agricoles de Bouleurs, observées sur une période de 22 ans : 
|                                      | 1988 | 2000 | 2010 |
| ------------------------------------ | ---- | ---- | ---- |
| Dimension économique,                |      |      |      |
| Nombre d’exploitations (u)           | 14   | 9    | 9    |
| Travail (UTA)                        | 22   | 14   | 16   |
| Surface agricole utilisée (ha)       | 506  | 678  | 809  |
| Cultures                             |      |      |      |
| Terres labourables (ha)              | 418  | 632  | 727  |
| Céréales (ha)                        | 271  | 368  | 473  |
| dont blé tendre (ha)                 | 181  | s    | 338  |
| dont maïs-grain et maïs-semence (ha) | 82   | 82   | 89   |
| Tournesol (ha)                       | 17   |      | s    |
| Colza et navette (ha)                | s    | 71   | 58   |
| Élevage                              |      |      |      |
| Cheptel (UGBTA)                      | 525  | 190  | 104  |

## Culture locale et patrimoine

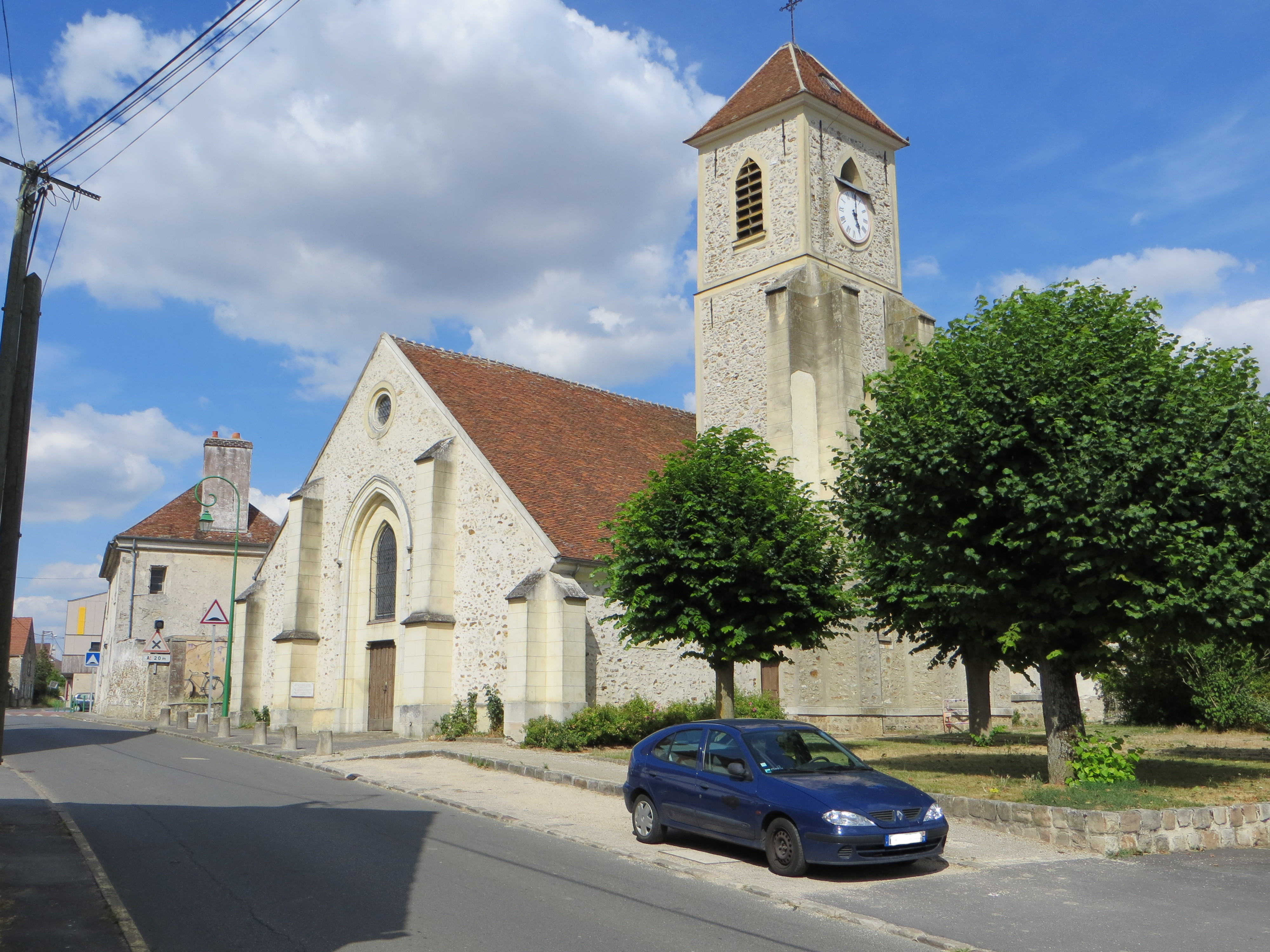
L'église Sainte Marie-Madeleine.

### Lieux et monuments
- L'église Sainte Marie-Madeleine dont deux vitraux, situés derrière l'autel, sont monuments historiques. 
On y trouve aussi un Chemin de croix gravé par Georges Visat[66], graveur du début duXXe siècle, qui malheureusement est dégradé malgré une mise sous cadre en verre[67].

Le Chemin de croix de Visat
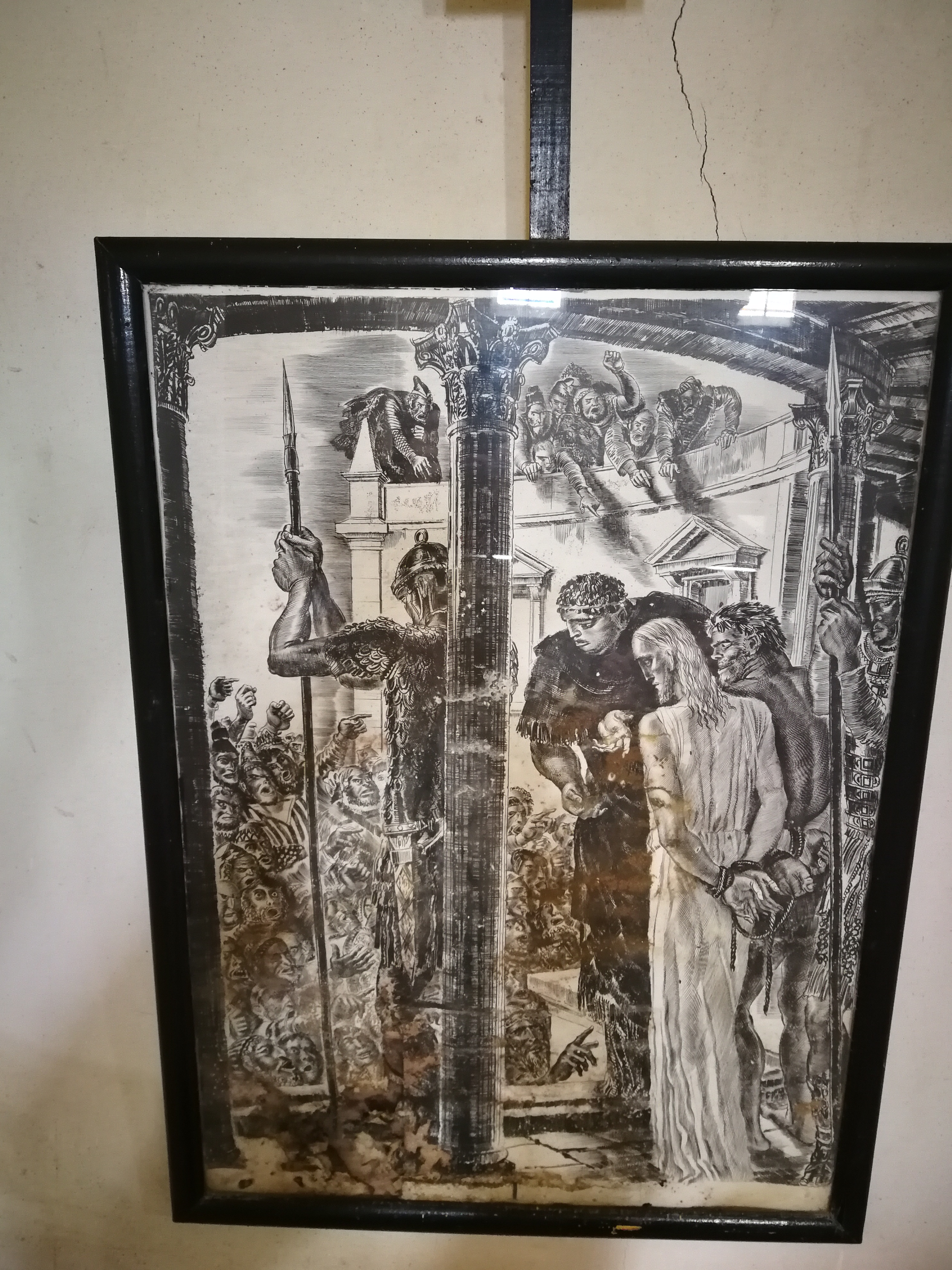
Ire station : Jésus est condamné à mort
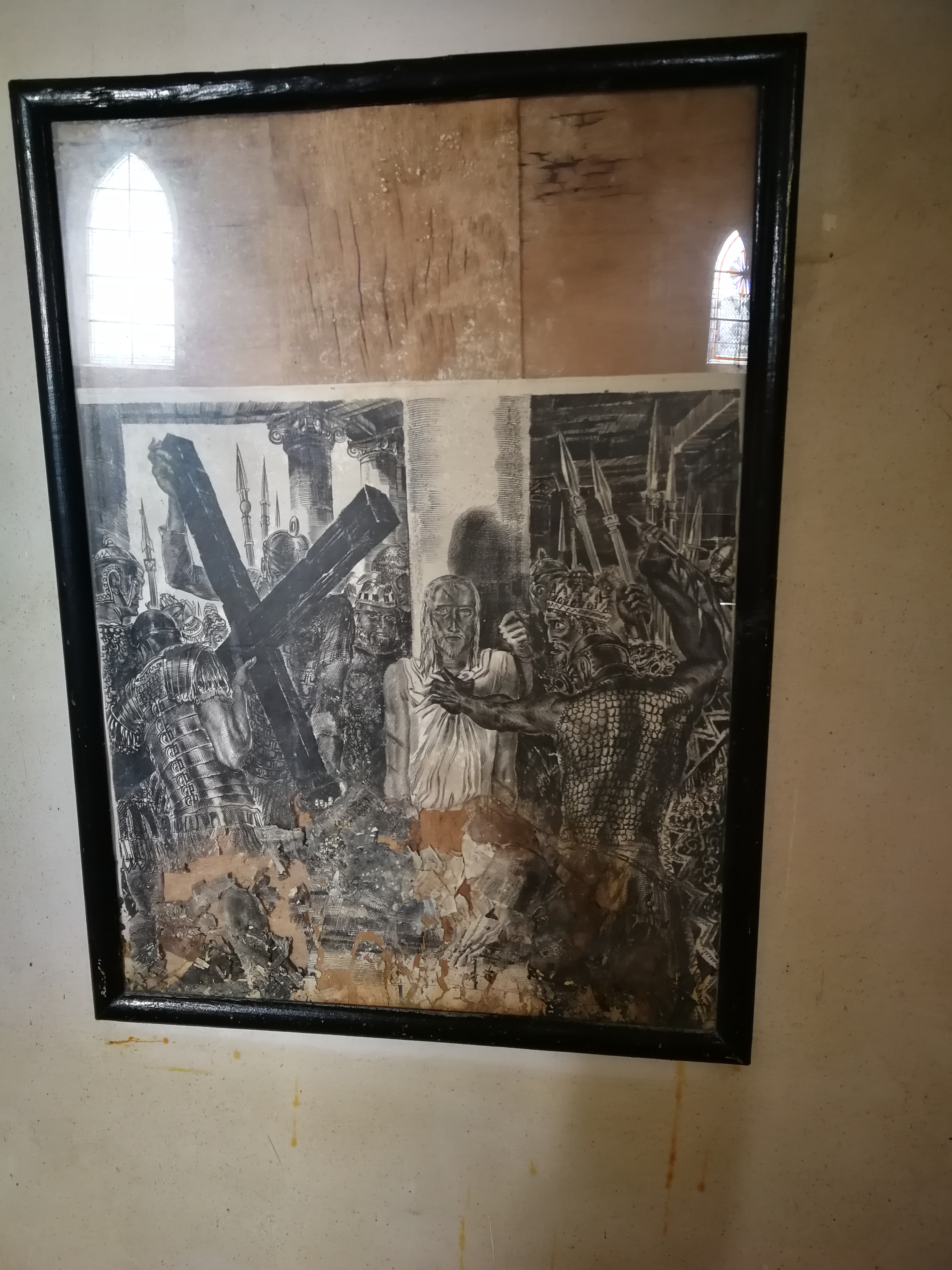
IIe  station : Jésus est chargé de sa croix
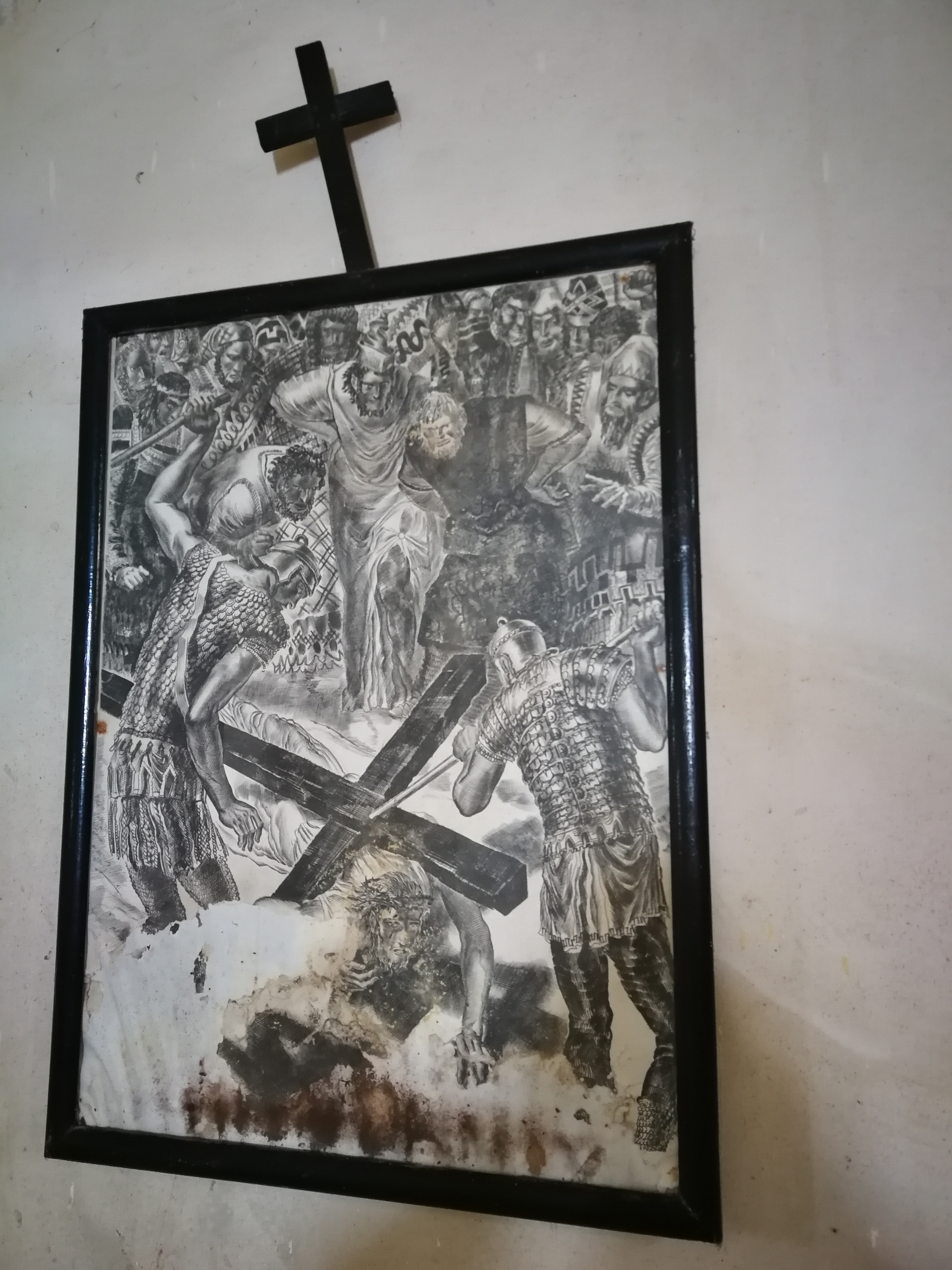
IIIe station : Jésus tombe sous sa croix pour la première fois
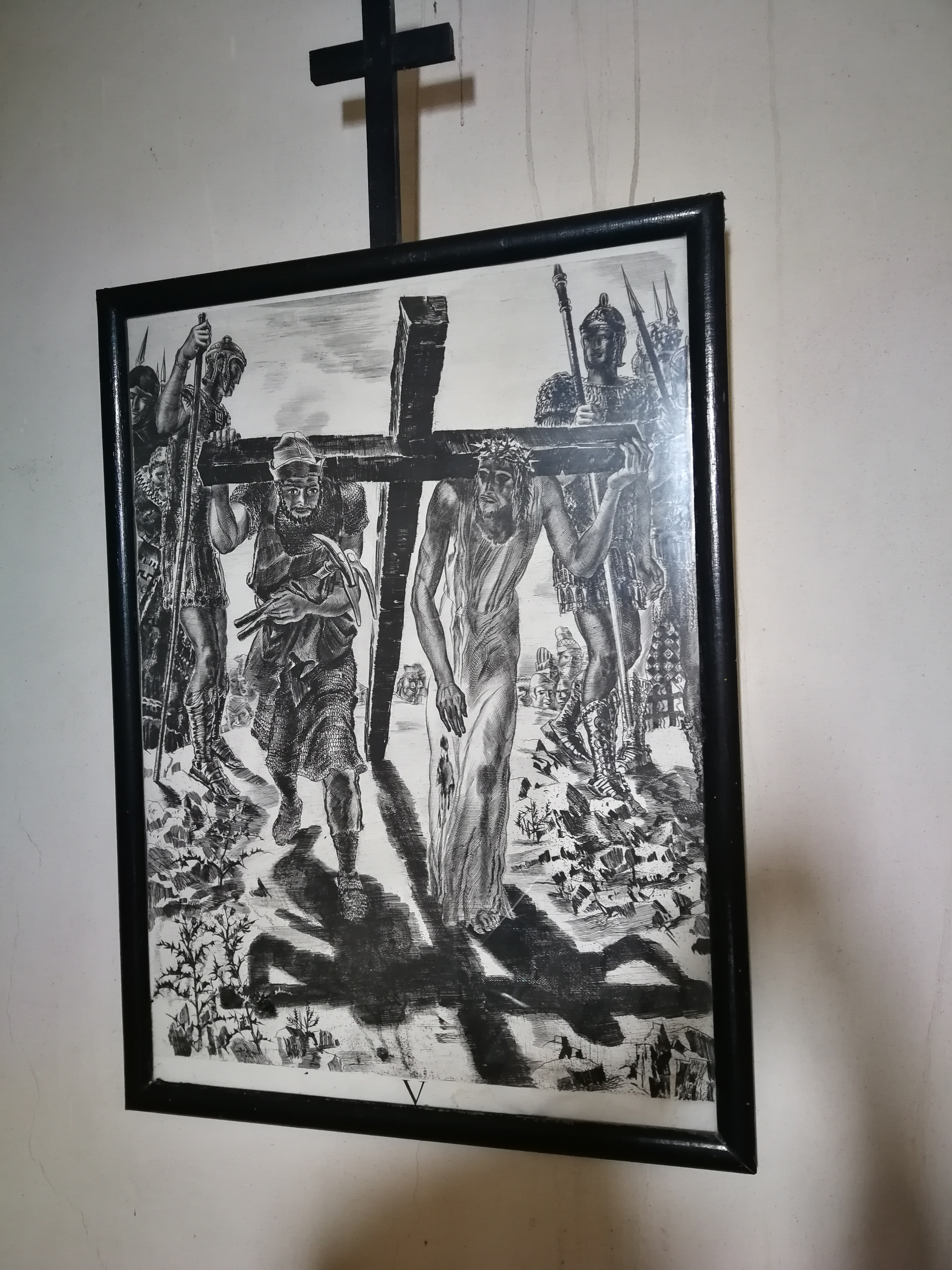
Ve station : Simon de Cyrène aide Jésus à porter sa croix
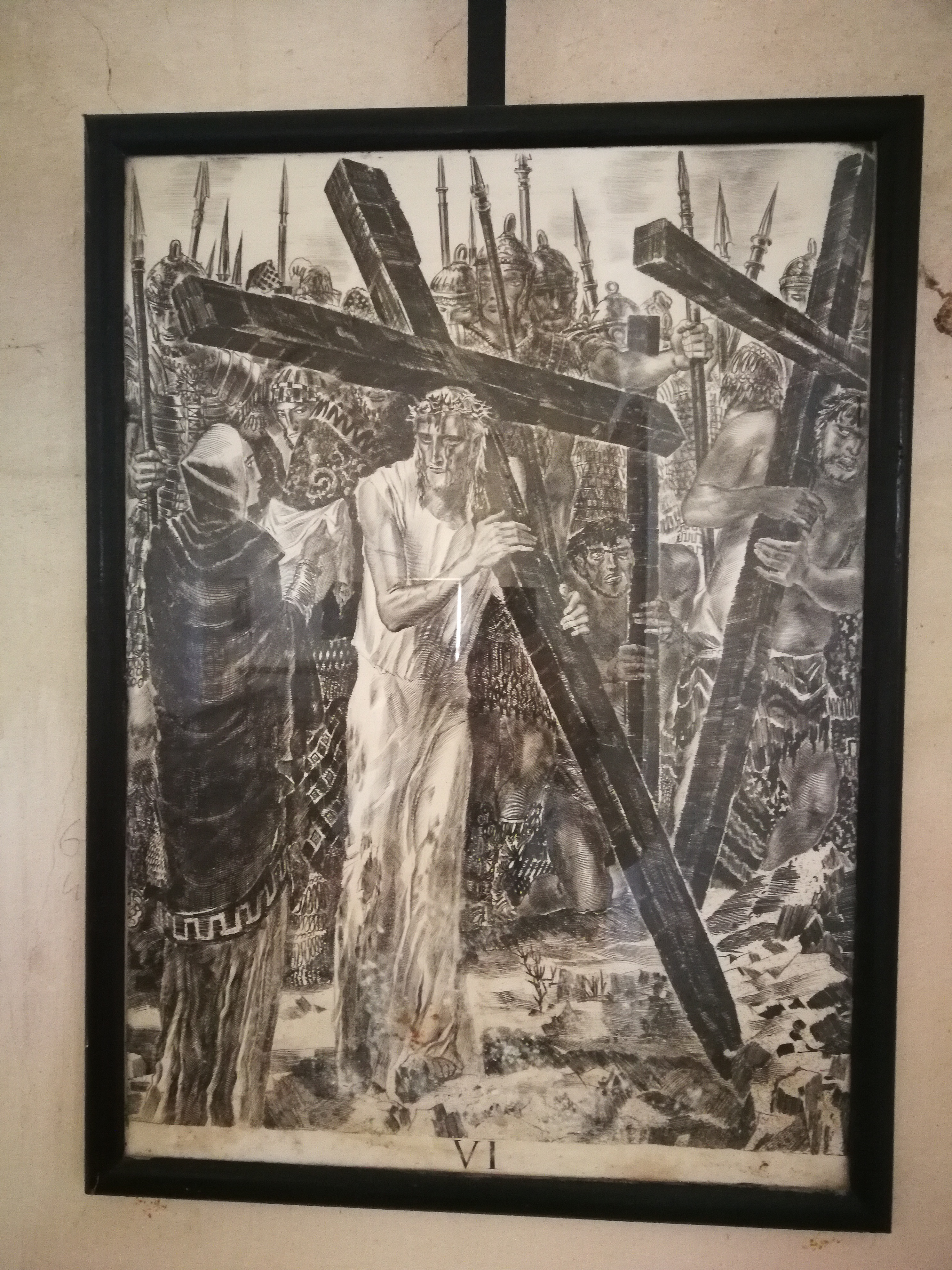
VIe station : Véronique essuie le visage de Jésus
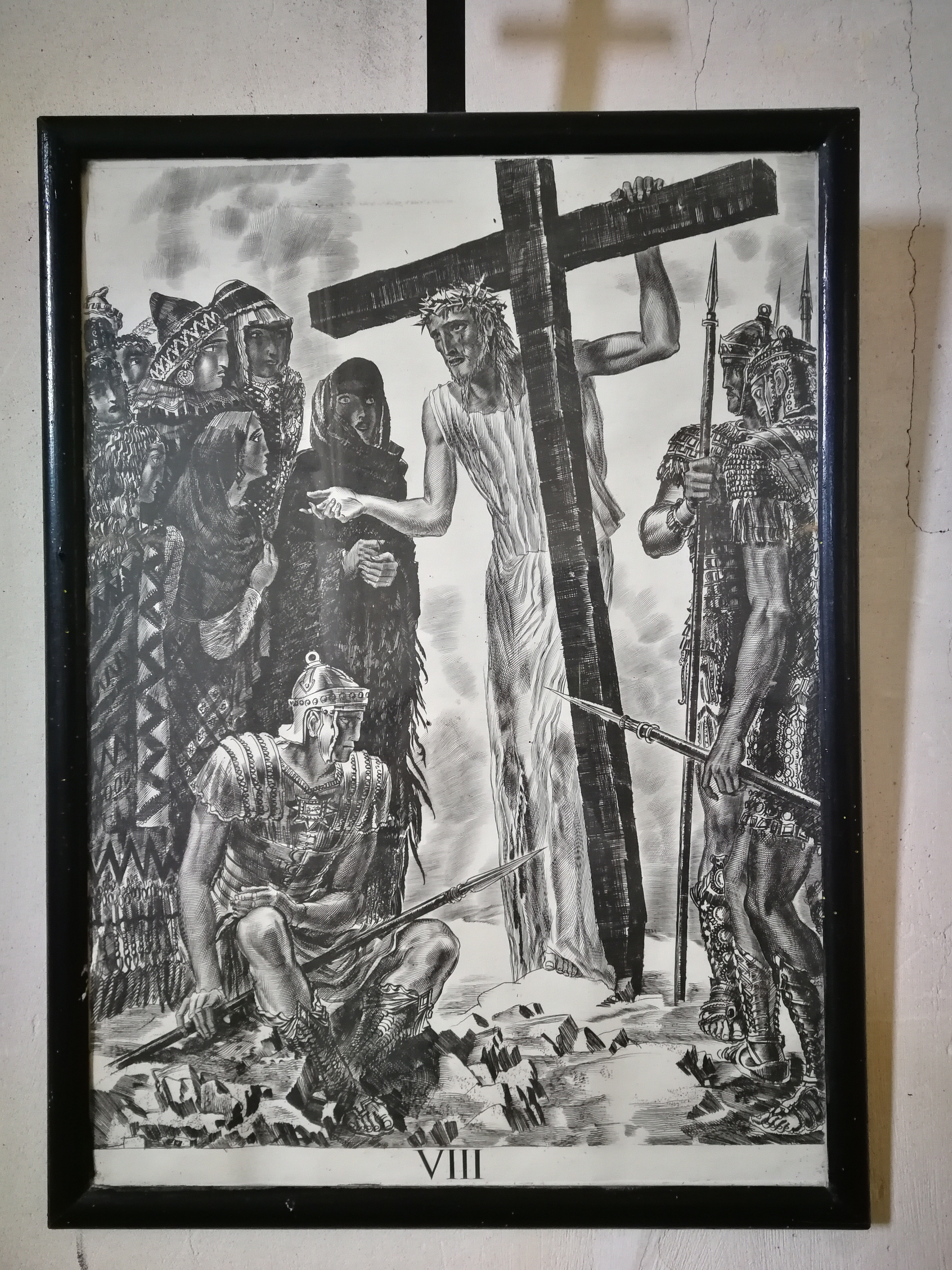
VIIIe station : Jésus rencontre les femmes de Jérusalem
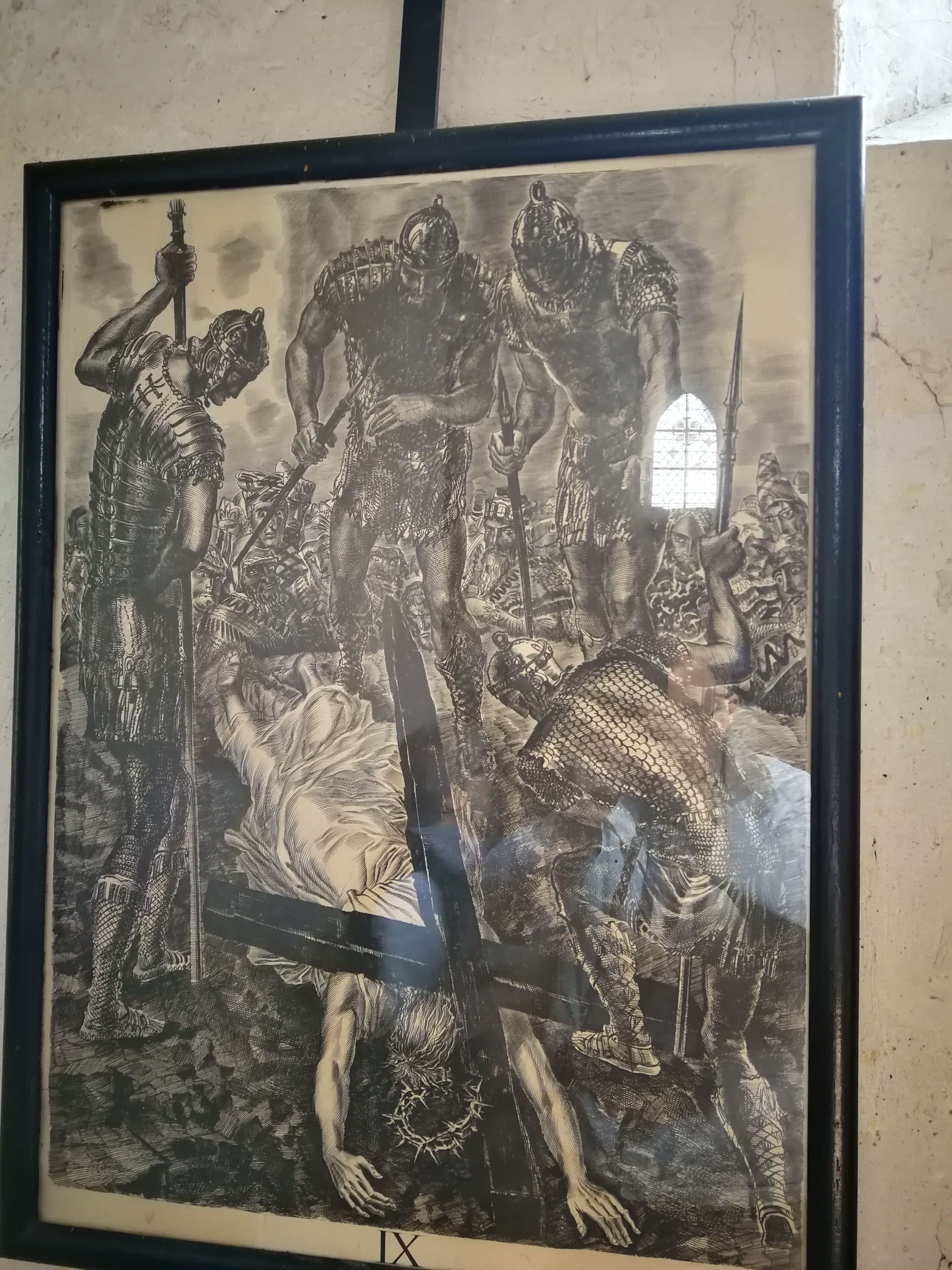
IXe station : Jésus tombe pour la 3e fois
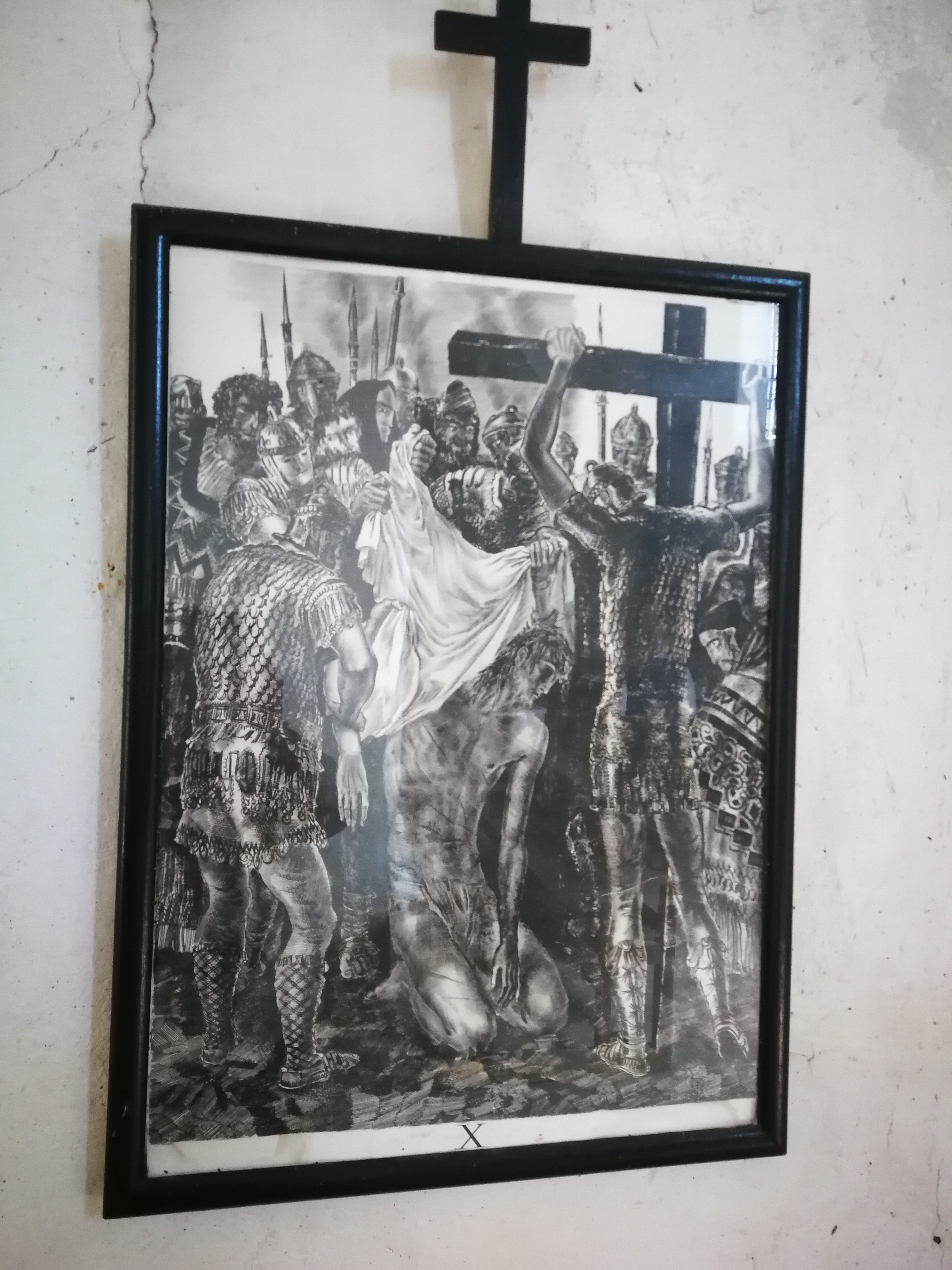
Xe station : Jésus est dépouillé de ses vêtements
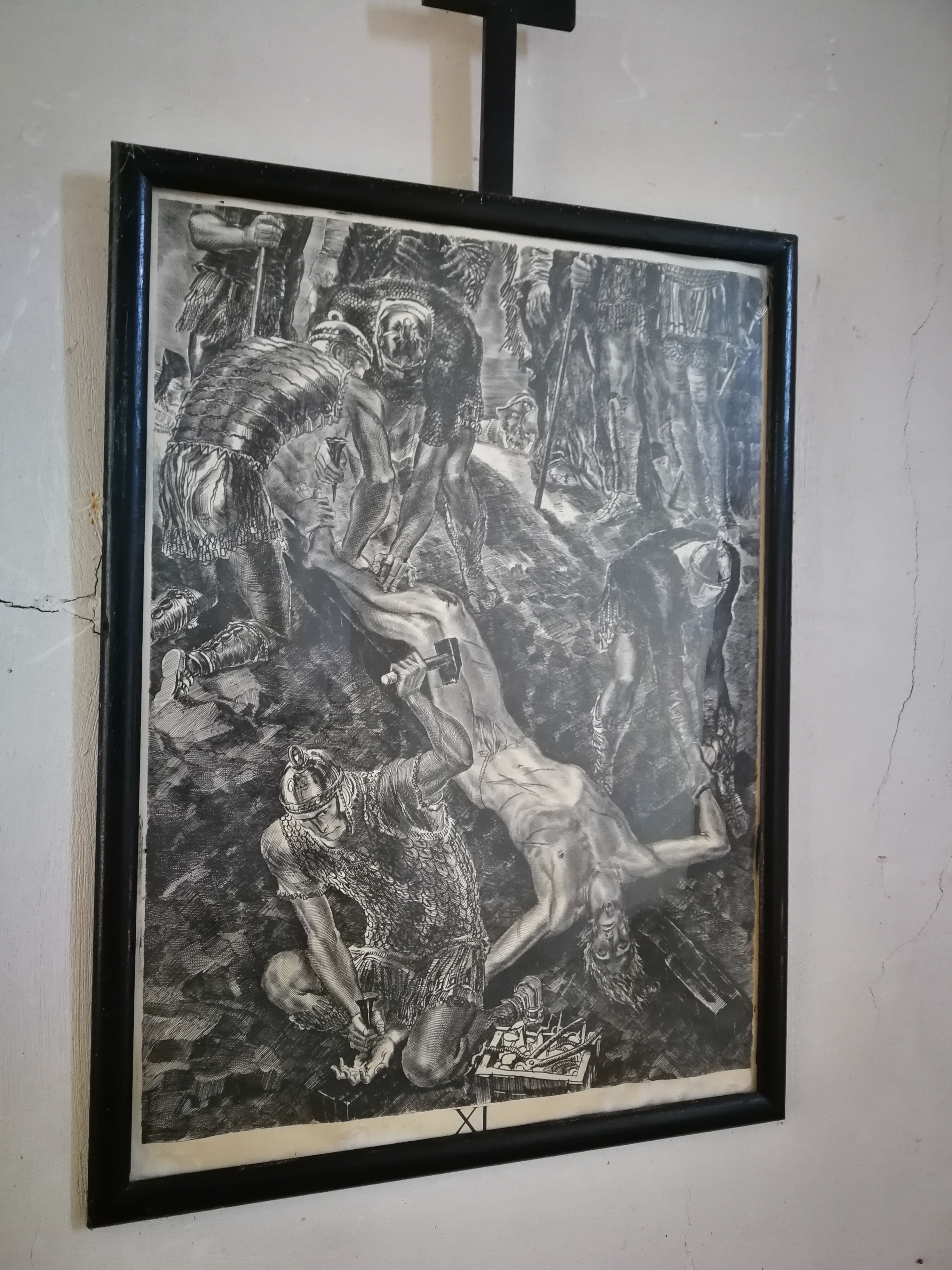
XIe station : Jésus est cloué à la Croix
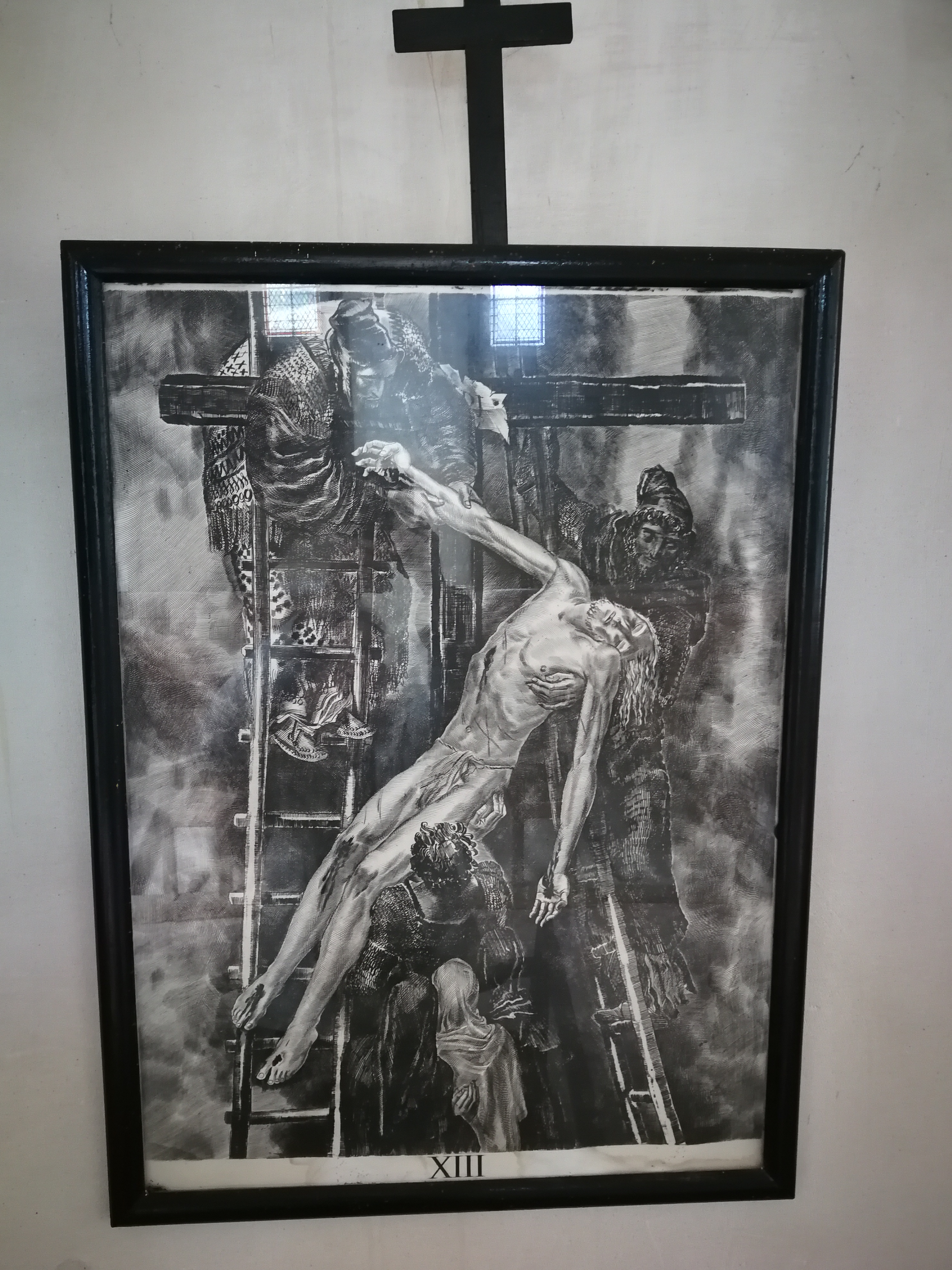
XIIIe station : descente de croix et déploration
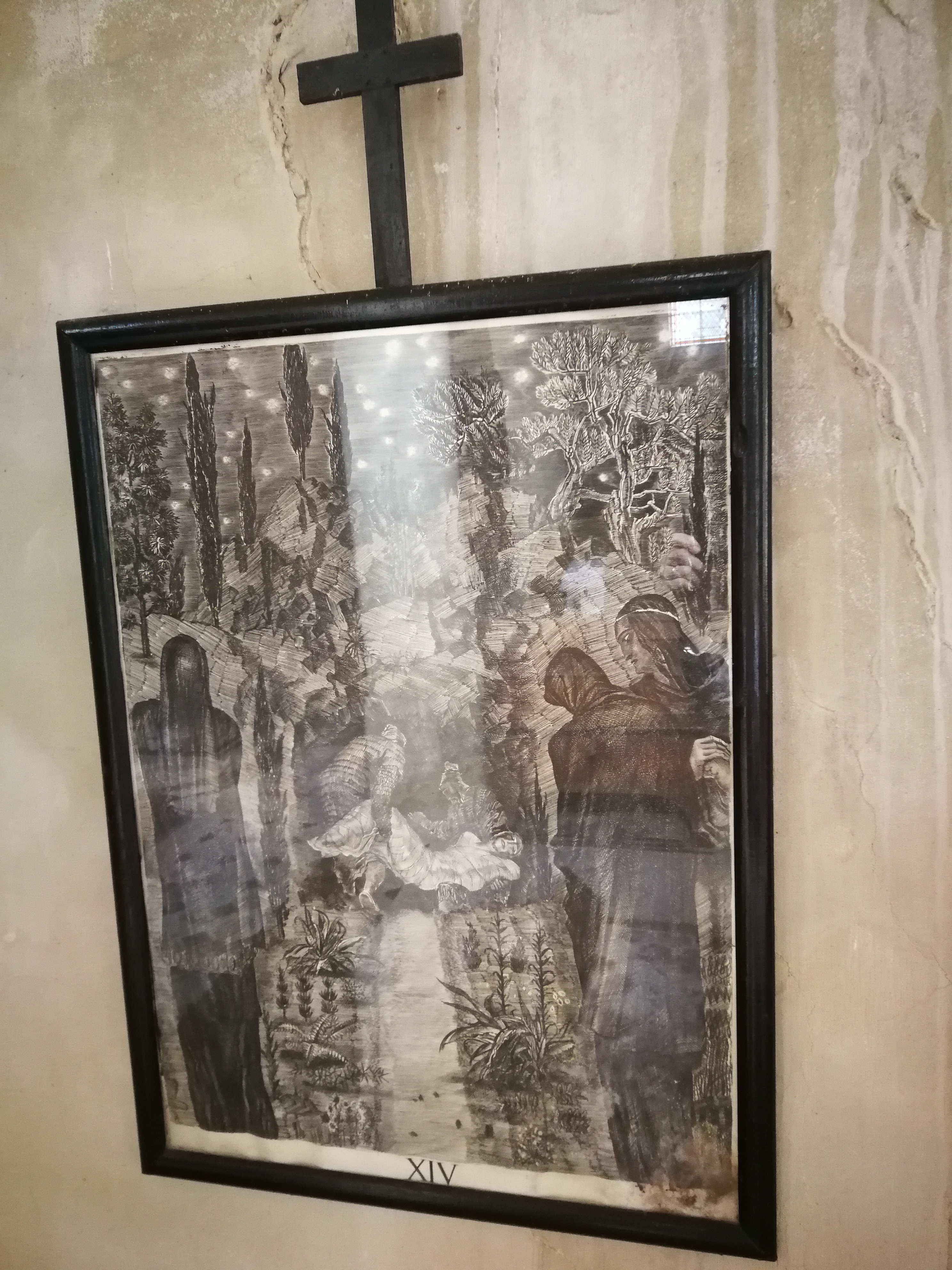
XIVe station : mise au tombeau.

- Le lavoir de forme semi-circulaire.

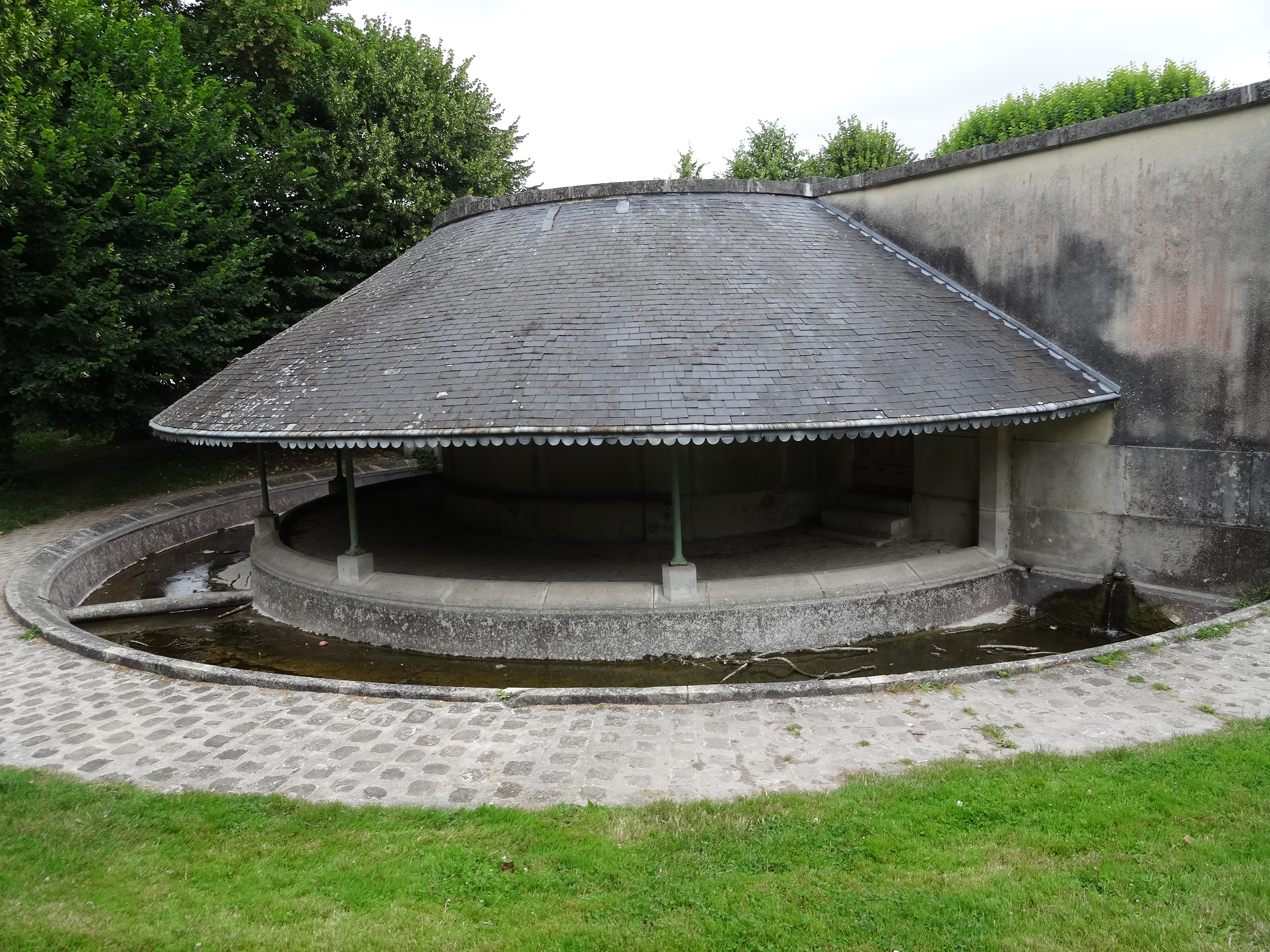
Le lavoir.

### Héraldique
| Blason de Bouleurs | Blason  | Tiercé en pairle renversé : au 1er de sinople à un casque de légionnaire romain d'or, au 2e d'or à un flacon de gueules, au 3e d'azur à trois fasces ondées d'argent. |
| Blason de Bouleurs | Détails | Le statut officiel du blason reste à déterminer. |